# 1-й Балтийский переулок
Пе́рвый Балти́йский переу́лок (название с 24 октября 1958 года) — переулок в Северном административном округе города Москвы на территории района Аэропорт.

## История
Переулок получил своё название 24 октября 1958 года по расположению вблизи Балтийской улицы, в свою очередь получившей название по посёлку железнодорожников Белорусско-Балтийской железной дороги (ныне Рижское направление Московской железной дороги).

## Расположение
1-й Балтийский переулок проходит от улицы Усиевича на северо-восток до Часовой улицы. На переулке организовано одностороннее движение в направлении от Часовой улицы к улице Усиевича. Нумерация домов начинается от улицы Усиевича.

## Транспорт

### Наземный транспорт
По 1-му Балтийскому переулку не проходят маршруты наземного общественного транспорта. У юго-западного конца переулка, на улице Усиевича, расположена остановка «Головановский переулок» автобусов № 105к, 110, у северо-восточного, на Часовой улице, — остановка «1-й Балтийский переулок» автобусов № 105, 105к, 110.

### Метро
- Станция метро «Сокол» Замоскворецкой линии — южнее переулка, на Ленинградском проспекте.

### Железнодорожный транспорт
- Платформа Красный Балтиец (в границах станции Подмосковная) Рижского направления Московской железной дороги — северо-восточнее переулка, между улицей Космонавта Волкова и 2-м Амбулаторным проездом.